# Tønsberg–Eidsfossbanen
Tønsberg-Eidsfossbanen var en norsk privatbane, der gik fra Tønsberg på Vestfoldbanen til Eidsfoss. Banen åbnede 21. oktober 1901 og blev nedlagt 1. juni 1938. Mellem Hillestad og Hof delte den spor med Holmestrand-Vittingfossbanen.

## Historie
Anlæggelsen af Tønsberg–Eidsfossbanen (T.E.B.) og Holmestrand-Vittingfossbanen (H.V.B.) blev vedtaget af Stortinget 24. juli 1896. Banen til Eidsfoss var vigtig for Eidsfos Jernverk, der blandt andet havde en stor produktion af støbejerndovne. I Tønsberg så handelsforeningen banen som en mulighed for at trække kunder til byen. Den 48 km lange bane blev indviet officielt 18. oktober 1901 og åbnet for almindelig drift 21. oktober 1901. Åbningen blev markeret med en Eidsfosbanevise på forsiden af Tønsbergs blad 1. november 1901. Den blev efterfølgende indsunget på plade i Johannes Dehn i 1909. Forfatter og komponist er ukendte.
Til at begynde med havde banen sin egen station i Tønsberg men krydsede Vestfoldbanen ved Jarlsberg points. I 1915 blev de to baner omlagt gennem byen til en fælles Tønsberg Station. Mellem Hillestad og Hof blev banens spor på en 6 km lang strækning også benyttet af Holmestrand-Vittingfossbanen, der åbnede for driften 1. oktober 1902. De to baner fik fælles driftsbestyrer i 1927 og blev sammenlagt til Vestfold Privatbaner 31. oktober 1934.
Tønsberg–Eidsfossbanen havde en vis turisttrafik, idet det var muligt at foretages en todages rundtur fra Oslo med båd over Eikeren til Eidsfoss og videre med jernbane til Tønsberg med og båd tilbage derfra. Det var dog ikke nok til at hjælpe på økonomien hos banen, der desuden fik stærk konkurrence fra rutebiler. Da ingen var interesserede i at finansiere fortsat drift, blev begge baner nedlagt 1. juni 1938.
Der findes stadig flere rester af banen, selvom sporene er fjernet, og mange stationsbygninger er revet ned. I Fresti findes et fredet vandtårn og en jernbanebro. Revatals stationsbygning er bevaret som en af de eneste og bruges som pizzarestaurant. Ved Reidvintunet i Hillestad har Vestfold Privatbaners museum opført en kopi af stationsbygningen fra Ramnes. I Eidsfoss står remisen stadig, og på dampskibsbryggen er der en del synlige spor.